# Таран Жан Миколайович
Таран Жан Миколайович (* 19 березня 1937) — радянський і український художник-мультиплікатор. Член Національної спілки кінематографістів України.

## Біографія
Народився 19 березня 1937 року в родині службовця. 
Закінчив відділення удосконалення творчості та управління кадрів при Всесоюзному державному інституті кінематографії (1969).
З 1967 по 1990 роки працював на кіностудії «Київнаукфільм».

## Фільмографія
Брав участь у створенні стрічок:
- «Тяв і Гав» (1967)
- «Пригоди козака Енея» (1969)
- «Страшний звір» (1969)
- «Каченя Тім» (1970)
- «Як їжачок шубку міняв» (1970)
- «Бегемот та сонце» (1972)
- «Про порося, яке вміло грати у шашки» (1972)
- «Вася і динозавр» (1972)
- «Пригоди жирафки» (1973)
- «Оленятко — білі ріжки» (1974)
- «Ниточка і кошеня» (1974)
- «Казка про яблуню» (1974)
- «А нам допоможе робот...» (1975)
- «Тато, мама і золота рибка» (1976)
- «Козлик та ослик» (1976)
- «Справжній ведмедик» (1977)
- «Нікудишко» (1977)
- «Хто в лісі хазяїн?» (1977)
- «Курча в клітиночку» (1978)
- «Свара» (1978)
- «Паперовий змій» (1978)
- «Кольорове молоко» (1979)
- «Казка про чудесного лікаря» (1979)
- «Кошеня» (1979)
- «Соняшонок, Андрійко і пітьма» (1980)
- «Пригоди на дачі» (1980)
- «Фламандський хлопчик» (1980)
- «Крилатий майстер» (1981)
- «Ванька Жуков» (1981)
- «Колосок» (1981)
- «Дуже давня казка» (1982)
- «Журавлик» (1982)
- «Людина у футлярі» (1983)
- «День, коли щастить» (1983, у співавт.)
- «Казка про карасів, зайця і бублики» (1984)
- «Як було написано першого листа» (1984)
- «Двоє справедливих курчат» (1984)
- «Ладоньки, ладоньки...» (1985)
- «Людина і лев» (1985)
- «Морозики-морози» (1986)
- «Про бегемота на ім'я Ну-й-нехай» (1986)
- «Золотий цвях» (1986)
- «Велика подорож» (1987)
- «Старий швець»
- «Біла арена» (1987)
- «З життя олівців» (1988)
- «Розгардіяш» (1988)
- «Ой, куди ж ти їдеш?» (1988)
- «Осінній вальс» (1989)
- «Старовинна балада» (1989)
- «Недоколисана» (1989)
- «Мотузочка» (1990)

На студії «Укранімафільм»:
- «Найсправжнісінька пригода» (1990)
- «Щасливий принц» (1990)
- «Язиката Хвеська»
- «Кам'яні історії» (1991)
- «Чому зникла шапка-невидимка» (1991)
- «Полювання» (1992)
- «Приз» (1992)
- «Різдвяна казка» (1993)
- «Тредичіно» (1993)
- «Про Дуків Срібляників і Хвеська Ганджу Андибера» (1994)
- «Цап та Баран» (1994)
- «Грицеві писанки» (1995)
- «Тополя» (1996)
- «Покрово-Покрівонько...» (1997)
- «Ходить Гарбуз по городу...» (1997)
- «Залізний вовк» (1999)